# Taku Takeuchi
Taku Takeuchi (Japans: 竹内 択, Takeuchi Taku) (Iiyama, 20 mei 1987) is een Japanse schansspringer. Hij vertegenwoordigde zijn vaderland op de Olympische Winterspelen 2010 in Vancouver en op de Olympische Winterspelen 2014 in Sotsji.

## Carrière
Bij zijn wereldbekerdebuut, in november 2006 in Kuusamo, scoorde Takeuchi direct wereldbekerpunten. In februari 2008 behaalde hij in Sapporo zijn eerste toptienklassering in een wereldbekerwedstrijd. Op de wereldkampioenschappen skivliegen 2008 in Oberstdorf eindigde de Japanner als op de 39e plaats, samen met Daiki Ito, Noriaki Kasai en Shohei Tochimoto eindigde hij als zevende in de landenwedstrijd. Tijdens de Olympische Winterspelen van 2010 in Vancouver eindigde Takeuchi als 34e op de normale schans en als 37e op de grote schans, in de landenwedstrijd eindigde hij samen met Daiki Ito, Shohei Tochimoto en Noriaki Kasai op de vijfde plaats. In Planica nam hij deel aan de wereldkampioenschappen skivliegen 2010, op dit toernooi eindigde hij op de 34e plaats.
Op de wereldkampioenschappen schansspringen 2011 in Oslo eindigde de Japanner als 24e op de normale schans en als 26e op de grote schans. Samen met Fumihisa Yumoto, Noriaki Kasai en Daiki Ito eindigde hij als vijfde in de landenwedstrijd op de normale schans en als zesde in de landenwedstrijd op de grote schans. In januari 2012 stond Takeuchi in Innsbruck voor de eerste maal in zijn carrière op het podium van een wereldbekerwedstrijd. Tijdens de wereldkampioenschappen skivliegen 2012 in Vikersund eindigde hij op de 31e plaats, in de landenwedstrijd eindigde hij samen met Yuta Watase, Shohei Tochimoto en Daiki Ito op de vijfde plaats. Op 23 september 2012 boekte de Japanner in Almaty zijn eerste overwinning in de Grand Prix schansspringen. In Val di Fiemme nam Takeuchi deel aan de wereldkampioenschappen schansspringen 2013. Op dit toernooi eindigde hij als zevende op de normale schans en als zeventiende op de grote schans. In de landenwedstrijd eindigde hij samen met Reruhi Shimizu, Noriaki Kasai en Daiki Ito op de vijfde plaats, samen met Yuki Ito, Sara Takanashi en Daiki Ito veroverde hij de wereldtitel in de gemengde landenwedstrijd. Op de Olympische Winterspelen van 2014 in Sotsji eindigde hij als dertiende op de grote schans en als 24e op de normale schans. In de landenwedstrijd sleepte hij samen met Reruhi Shimizu, Daiki Ito en Noriaki Kasai de bronzen medaille in de wacht.

## Resultaten

### Olympische Spelen
| Jaar | Plaats      | Resultaten                          |
| ---- | ----------- | ----------------------------------- |
| 2010 | Vancouver   | 34e HS106 37e HS140 5e Team HS140   |
| 2014 | Sotsji      | 24e HS106 · 13e HS140 · Team HS140  |
| 2018 | Pyeongchang | 22e Grote schans 6e Landenwedstrijd |

### Wereldkampioenschappen
| Jaar | Plaats        | Resultaten                                                |
| ---- | ------------- | --------------------------------------------------------- |
| 2011 | Oslo          | 24e HS106 26e HS134 5e Team HS106 6e Team HS134           |
| 2013 | Val di Fiemme | 7e HS106 · 17e HS134 · 5e Team HS134 · Gemengd team HS106 |
| 2015 | Falun         | 5e HS100 · 24e HS134 · Team HS100 · 4e Team HS134         |
| 2017 | Lahti         | 20e HS100 · 17e HS130 · Team HS100 · 7e Team HS1340       |

### Wereldkampioenschappen skivliegen
| Jaar | Plaats     | Resultaten              |
| ---- | ---------- | ----------------------- |
| 2008 | Oberstdorf | 39e HS213 7e Team HS213 |
| 2010 | Planica    | 34e HS215               |
| 2012 | Vikersund  | 31e HS225 5e Team HS225 |

### Wereldbeker
Eindklasseringen
| Seizoen   | Algm | SV  | 4S  | NT  | RAW |
| --------- | ---- | --- | --- | --- | --- |
| 2006/2007 | 65e  | –   | –   | 39e |     |
| 2007/2008 | 28e  | –   | 22e | 19e |     |
| 2008/2009 | 42e  | –   | 47e | –   |     |
| 2009/2010 | 49e  | –   | 42e | 46e |     |
| 2010/2011 | 47e  | 49e | 53e |     |     |
| 2011/2012 | 13e  | 13e | 9e  |     |     |
| 2012/2013 | 21e  | 42e | 29e |     |     |
| 2013/2014 | 22e  | –   | 32e |     |     |
| 2014/2015 | 20e  | 17e | 24e |     |     |
| 2015/2016 | 18e  | 16e | 26e |     |     |
| 2016/2017 | 30e  | 40e | 34e |     | 25e |
| 2017/2018 | 31e  | 39e | 25e |     | 43e |
| 2018/2019 | 61e  | -   | -   |     | -   |
| 2019/2020 | 47e  | 36e | 34e |     | -   |

### Grand-Prix
Eindklasseringen
| Jaar | Plaats |
| ---- | ------ |
| 2006 | 43e    |
| 2007 | 21e    |
| 2008 | 15e    |
| 2009 | 15e    |
| 2010 | 12e    |
| 2011 | 6e     |
| 2012 | Brons  |
| 2013 | 15e    |
| 2014 | Brons  |
| 2015 | 24e    |
| 2016 | 5e     |
| 2017 | 28e    |
| 2018 | 16e    |
| 2019 | 39e    |

Grand-Prix-zeges
| Datum             | Plaats | Schans |
| ----------------- | ------ | ------ |
| 23 september 2012 | Almaty | HS140  |
| 21 september 2014 | Almaty | HS140  |
| 28 augustus 2016  | Hakuba | HS131  |